# جلد الذات (ممارسة دينية)

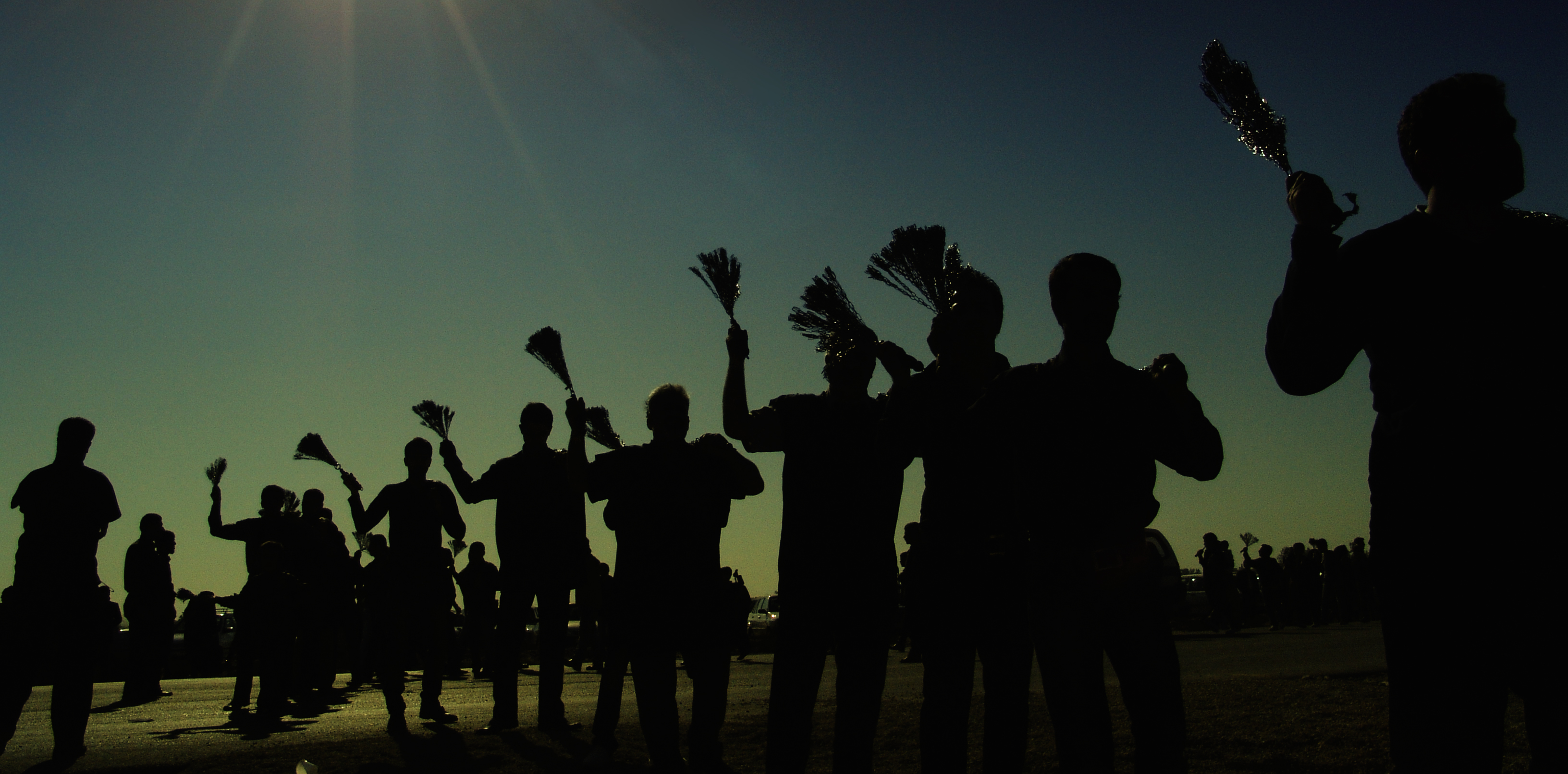
رجال يضربون ظهورهم بسلاسل في ذكرى عاشوراء.

جلد الذات بواسطة أداة مؤذية مثل السوط أو السلاسل الحديدية ممارسة دينية موجودة في بعض الديانات.

## جلد الذات عند الشيعة
تمارس مجموعات من الشيعة في ذكرى يوم عاشوراء، وهي ذكرى معركة كربلاء واستشهاد الإمام الحسين بن علي عددا من الممارسات من ضمنها جلدُ الذات بواسطة السلاسل (الزناجيل) بالإضافة للتطبير بواسطة السيوف أو السكاكين وغيرها من الآلات الحادة وكذلك اللطم بضرب الأيدي على الصدور. تمارس هذه الطقوس في بلدان مختلفة مثل العراق وإيران ولبنان والكويت والولايات المتحدة والمملكة المتحدة والهند وباكستان. علما أن التطبير ممنوع في إيران. أما في المملكة العربية السعودية فأي من هذه الممارسات ممنوع.

## جلد الذات عند الروم الكاثوليك

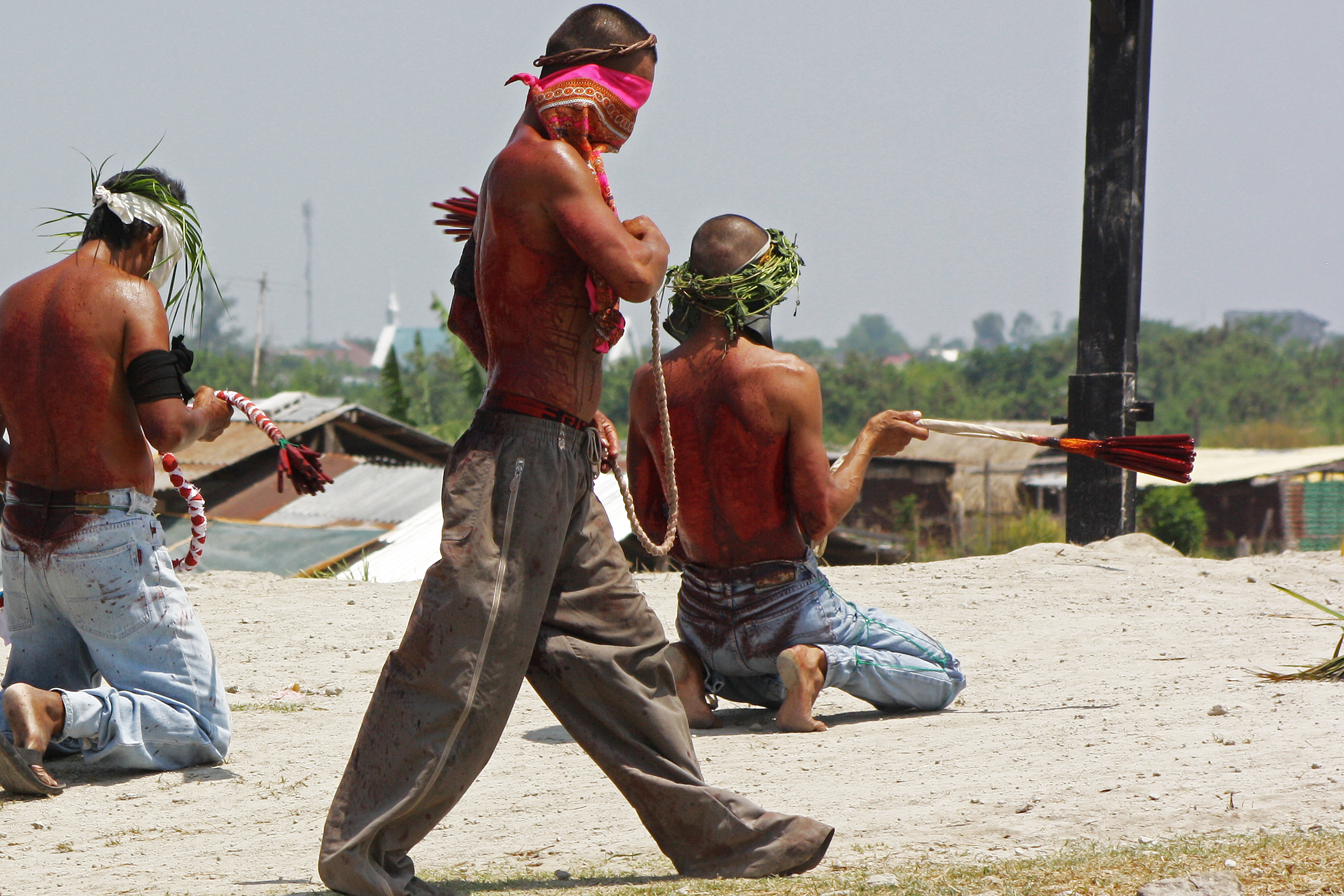
فلبينيون يمارسون جلد الذات خلال أسبوع الآلام.

يقصد بالجلد في الديانة المسيحية بجلد المسيح، وهي حادثة مرافقة بآلام المسيح قبل الصلب. استعمل بعض المسيحيين ممارسة إماتة اللحم خلال التاريخ المسيحي وخصوصا في الأديرة والصوامع الكاثوليكية.
مارست مجموعة من الرومان الكاثوليك في القرن الثالث عشر الميلادي جلد الذات بشكل متطرف، وسميت المجموعة بالجلادين، وقد أدانت الكنيسة الرومانية الكاثوليكية هذه الطائفة في القرن الرابع عشر الميلادي لكون الكنسية فقدت السيطرة على هذه الممارسة مما أدى إلى أنها استحقت الحرمان الكنسي. وما تزال ممارسة جلد الذات موجودة في الفلبين والمكسيك وديرا واحدا في البيرو.
وتمارس مجموعة رهبانية وبعض أعضاء منظمة كاثوليكية تدعى أوبوس داي نوعا خفيفا من جلد الذات تسمى بالانضباط، حيث يستعمل سوط من حبال معقودة وتضرب به الأكتاف أثناء الصلاة. وقد مارس يوحنا بولس الثاني الانضباط بانتظام.

## صور لجلد الذات
الصور التالية تظهر جلد الذات بواسطة السلاسل في ذكرى عاشوراء.

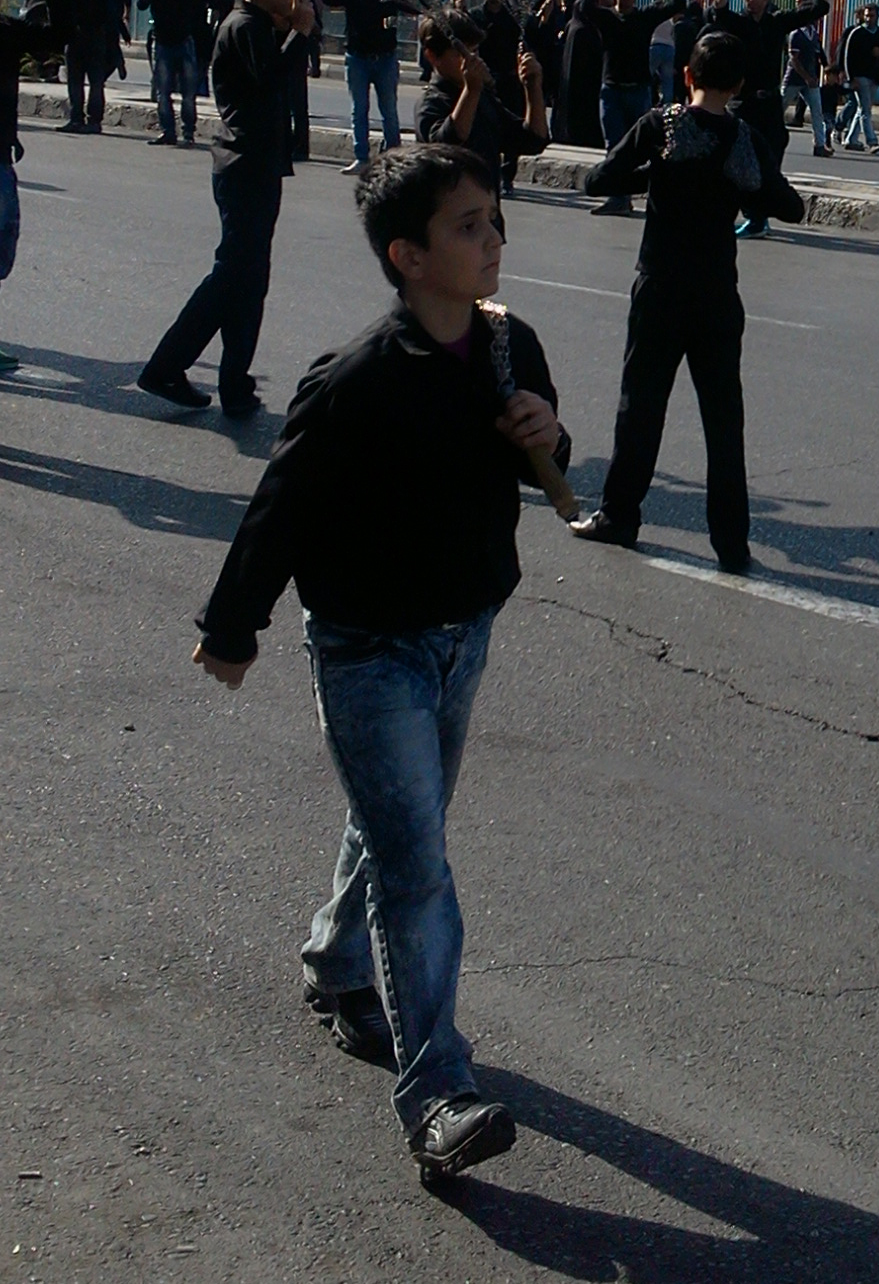
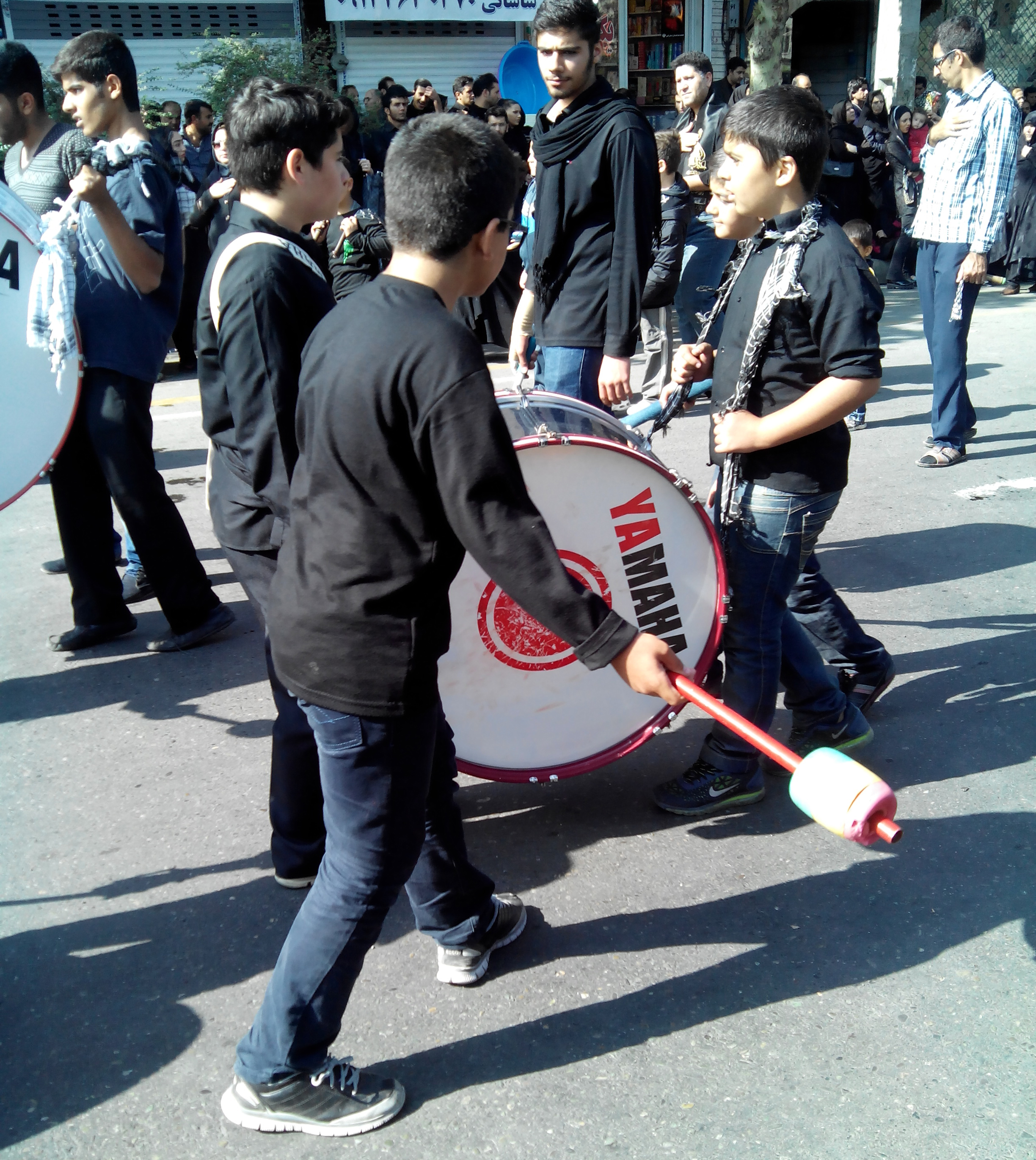
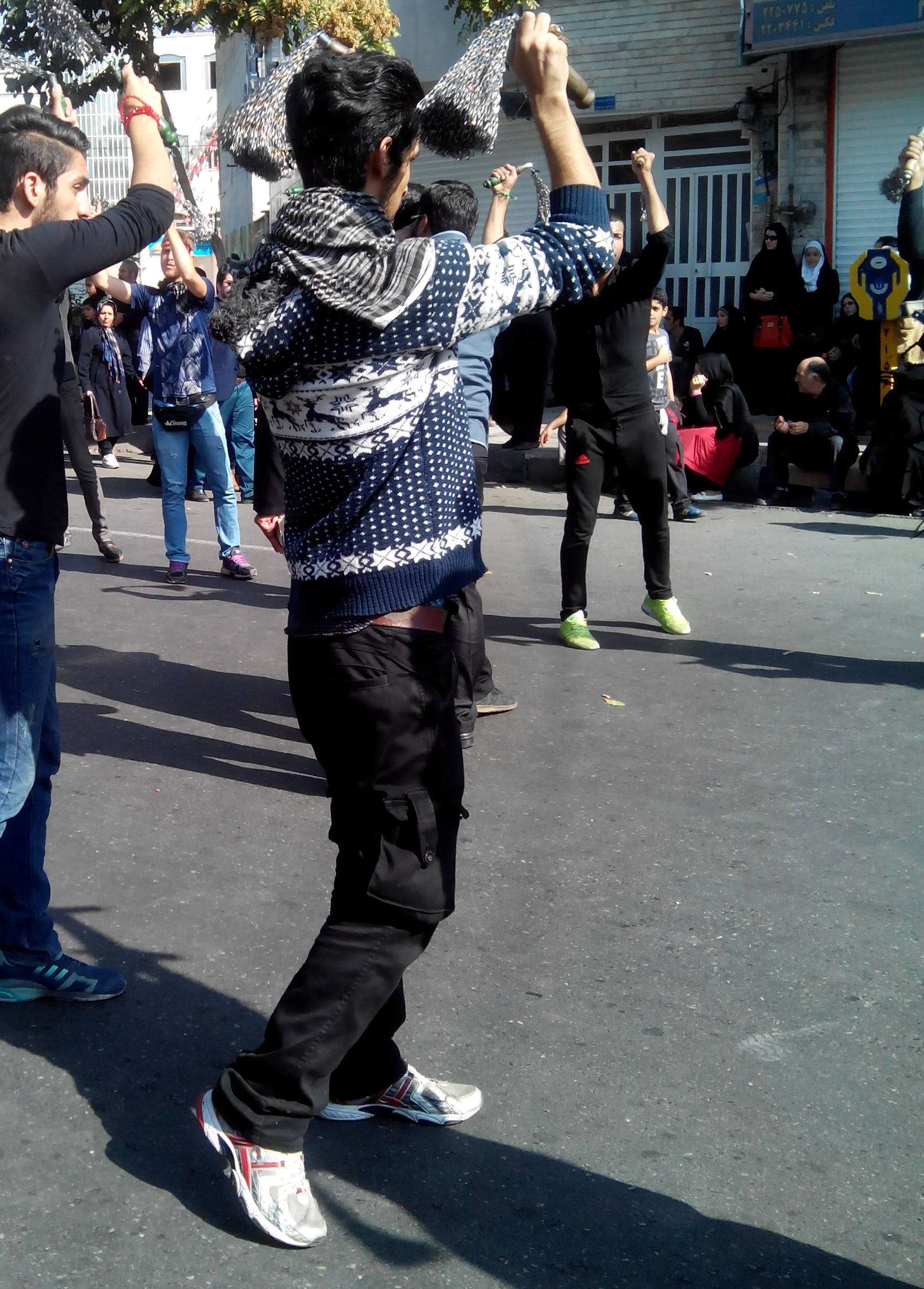